# Hertogdom Mirandola
Het hertogdom Mirandola was een historisch land in Italië, gelegen in de huidige regio Emilia-Romagna, rond de stad Mirandola. Het bestond van de hoge middeleeuwen tot 1711.
Mirandola was een van de vele stadstaten in Noord-Italië. Oorspronkelijk een heerlijkheid werd het achtereenvolgens verheven tot graafschap (1533), vorstendom (1596) en hertogdom (1619).
In 1311 werd Francesco I Pico heer van Mirandola. Later verwierf hij ook het markgraafschap Concordia. Het gebied bleef in personele unie in bezit van het geslacht Pico totdat de laatste hertog Francesco Maria Pico della Mirandola het in 1711 verkocht aan Rinaldo III d'Este, hertog van Modena.